# ديون بيلي
ديون بيلي (بالإنجليزية: Dion Bailey)‏ هو لاعب كرة قدم أمريكية أمريكي، ولد في 2 مارس 1992 في كارسون في الولايات المتحدة.

## وصلات خارجية
- ديون بيلي على موقع مرجع كرة القدم المحترفة.كوم (الإنجليزية)